# Autoroute A 500
Die Autoroute A 500, auch als Bretelle de Monaco bezeichnet, ist eine französische Autobahn die als Zubringer von der A 8 für Monaco dient. Ihre Länge beträgt 2,0 km. Die Autobahn wurde am 25. Mai 1992 auf ihrer gesamten Länge als A800 eröffnet. 1996 wurde sie in A500 umnummeriert.

## Streckenführung
| Position | Anzahl Fahrbahnen | höchste zulässige Geschwindigkeit | km  | Typ                 | Abschnitt                             | Breitengrad | Längengrad |
| -------- | ----------------- | --------------------------------- | --- | ------------------- | ------------------------------------- | ----------- | ---------- |
| 1        | 1                 | 90                                |     | Beginn der Autobahn | Bifurcation de la Turbie A8'          | 43.7451     | 7.3673     |
| 2        | 1                 | 90                                |     | Mautstelle          | La Turbie'                            | 43.7451     | 7.3728     |
| 3        | 1                 | 90                                | 0.5 |                     | Laghet                                | 43.7452     | 7.3764     |
| 4        | 1 (2)             | 90                                |     |                     | Tunnel de Monaco'                     | 43.7400     | 7.3800     |
| 5        | 1 (2)             | 90                                | 2   |                     | D6007 (ex-N7) (Nord-Ouest de Monaco)' | 43.7332     | 7.3890     |